# 平範子
平範子（たいらの のりこ、生没年不詳）は、高倉天皇の妃で、惟明親王の生母である。宮内少輔・平義輔の娘で、母は平信重の娘。

## 略歴
『一代要記』では「少将内侍」と呼ばれるが、実際に掌侍となったかどうかは疑問が残る。
治承3年（1179年）4月11日、高倉天皇との間に皇子（後の惟明親王）を出産した。『山槐記』同日条によれば、範子の出産1ヶ月前に彼女の本宅・春日京極第が焼亡したため、権大僧都・澄憲の邸で出産したという。これは範子の母（平信重の娘）が大膳大夫・平信業の妹であり、信業の姉（坊門殿）が藤原為通の娘を養女とし、その養女が藤原成範に嫁いでいたことによる。成範と澄憲は兄弟だったため、この縁故で三条大路近くにあった澄憲の白河第を産所として借用できたのである。